# Eglsee (Ruhstorf an der Rott)
Eglsee ist ein Gemeindeteil des Marktes Ruhstorf an der Rott im niederbayerischen Landkreis Passau. Bis 1972 bildete es eine selbstständige Gemeinde.

## Lage
Die Streusiedlung Eglsee liegt etwa fünf Kilometer nordöstlich von Ruhstorf und etwa zwei Kilometer nordwestlich von Neuhaus am Inn.

## Geschichte
Eglsee gehörte zum Burgschuster-Amt der Grafschaft Neuburg. Hier, am Südrand der Grafschaft und an der Grenze zum Herzogtum Bayern wurden mehrere Siedlungen offenbar planmäßig angelegt. Das Urbar von 1523 bezeichnet vier als im Eglsee liegende Anwesen. Mit der Grafschaft kam Eglsee 1730 zum Hochstift Passau und wurde nach der Säkularisation in Bayern 1803 bayerisch.
Aus der Obmannschaft Eglsee wurde 1811 der Steuerdistrikt Eglsee gebildet, aus dem 1818 die Gemeinde Eglsee entstand. Diese wurde 1838 dem Landgericht Passau II zugeteilt. 1909 wurden die Ortsfluren Rotthof und Voglmühle an die Gemeinde Vornbach abgetreten. 1949 kam der südliche Teil der Ortsflur Dobl zur Gemeinde Engertsham.
1952 bestand die Gemeinde Eglsee aus den Ortschaften Anger, Dobl, Döfreuth, Eglsee, Grünet, Hartlmühl, Höch, Huttenthal, Krottenberg und Steinhügel. Im Zuge der Gebietsreform in Bayern wurde die Gemeinde Eglsee mit Wirkung vom 1. Januar 1972 aufgelöst. Die Ortsteile Anger, Eglsee und Krottenberg kamen zu Ruhstorf an der Rott, Döfreuth und Huttenthal zu Neuhaus am Inn, Dobl, Grünet, Höch und Steinhügel zur Gemeinde Neuburg am Inn.

## Sehenswürdigkeiten
- Wegkapelle aus der Mitte des 19. Jahrhunderts

## Vereine
- Freiwillige Feuerwehr Eglsee
- Krieger- und Veteranenverein Eglsee